# Rodrigo Pessoa
Rodrigo de Paula Pessoa (ur. 29 listopada 1972 w Paryżu) – brazylijski jeździec sportowy.
Wielokrotny medalista olimpijski.
Jego ojciec Nelson Pessoa także był jeźdźcem. Sukcesy odnosi w konkurencji skoków przez przeszkody. Startował już w Barcelonie, w wieku 19 lat jako najmłodszy zawodnik w konkurencjach jeździeckich (w drużynie był także jego 56-letni wówczas ojciec – był to najstarszy uczestnik zawodów jeździeckich).
Pierwszy medal olimpijski, brązowy, wywalczył w 1996 w Atlancie w drużynie. Cztery lata później ponownie stanął na najniższym stopniu podium. W Atenach zajął drugie miejsce w konkursie indywidualnym, jednak koń zwycięzcy Irlandczyka Ciana O’Connora znajdował się na dopingu i w czerwcu 2005 złoty medal przyznano Brazylijczykowi. W 1998 zdobył tytuł mistrza świata (indywidualnie).

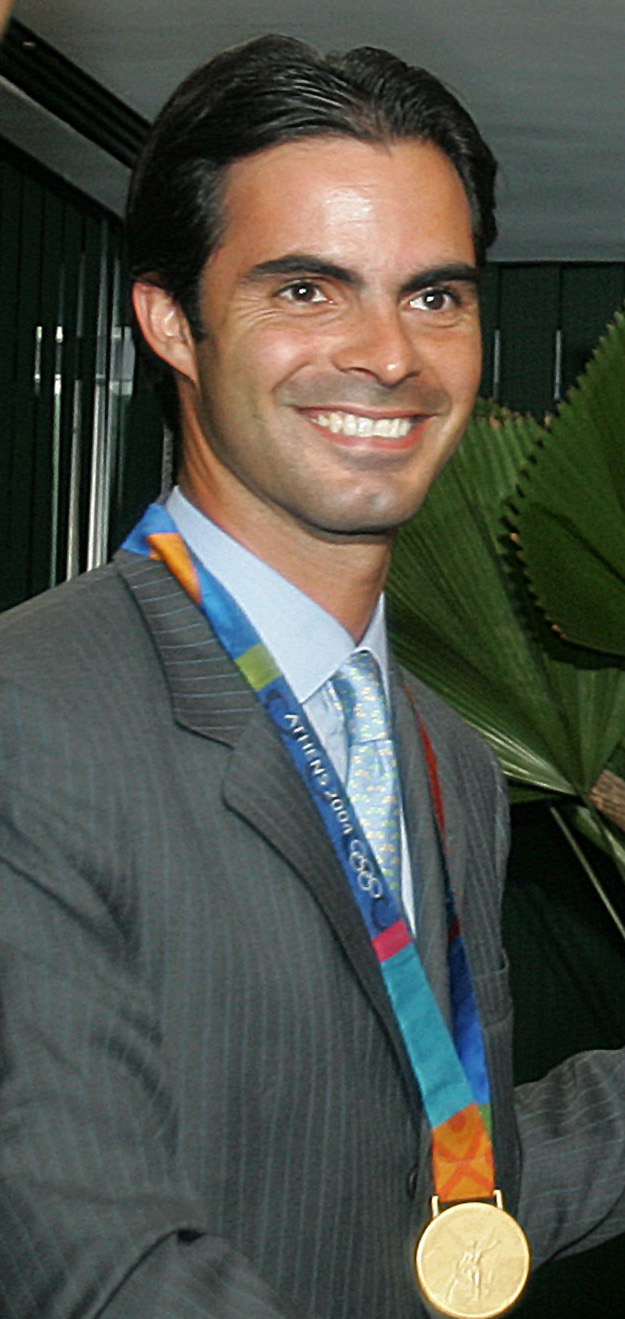
Rodrigo Pessoa ze złotym medalem z Aten

Jest pięciokrotnym medalistą igrzysk panamerykańskich, tytuły te wywalczył na igrzyskach w Mar del Plata, Rio de Janeiro, Guadalajarze oraz w Santiago.

## Starty olimpijskie (medale)
Barcelona 1992
Atlanta 1996
- konkurs drużynowy (Loro Piana TomBoy) – brąz

Sydney 2000
- konkurs drużynowy (Baloubet du Rouet) – brąz

Ateny 2004
- konkurs indywidualny (Baloubet du Rouet) – złoto